# Iryanthera laevis
Iryanthera laevis es una especie de árbol de la familia Myristicaceae nativa de la Amazonia. Es maderable, el arilo del fruto es comestible y la corteza y la savia son usadas ritualmente por los indígenas y  por la medicina tradicional.